# کارلتون برانر
کارلتون برانر (به انگلیسی: Carlton Bruner) (زادهٔ ۱ فوریهٔ ۱۹۷۲) شناگر اهل ایالات متحده آمریکا است.